# Hans Geister
Hans-Günter Geister (ur. 28 września 1928 w Hamborn, zm. 16 maja 2012 w Krefeld) – zachodnioniemiecki lekkoatleta (sprinter), medalista olimpijski z 1952.
Zdobył brązowy medal na igrzyskach olimpijskich w 1952 w Helsinkach w sztafecie 4 × 400 metrów (biegła w składzie: Geister, Günther Steines, Heinz Ulzheimer i Karl-Friedrich Haas). Sztafeta ustanowiła wówczas rekord Europy z czasem 3:06,6. Na tych samych igrzyskach Geister odpadł w półfinale biegu na 400 metrów.
Na mistrzostwach Europy w 1954 w Bernie  zdobył srebrny medal w sztafecie 4 × 400 metrów (w składzie: Geister, Helmut Dreher, Ulzheimer i Haas). W biegu na 400 metrów odpadł w półfinale.
Geister był mistrzem Niemiec w biegu na 400 metrów w 1951, wicemistrzem w 1950 i 1952-1954 oraz brązowym medalistą w 1948 i 1955, a także mistrzem w sztafecie 4 × 400 metrów w latach 1951-1953 i 1955.
Miał następujące rekordy życiowe:
- bieg na 100 metrów – 10,5
- bieg na 200 metrów – 21,3
- bieg na 400 metrów – 46,7